# Ancretteville-sur-Mer
Ancretteville-sur-Mer is een gemeente in het Franse departement Seine-Maritime (regio Normandië) en telt 197 inwoners (2011). De plaats maakt deel uit van het arrondissement Le Havre.

## Geografie
De oppervlakte van Ancretteville-sur-Mer bedraagt 3,2 km², de bevolkingsdichtheid is 61,6 inwoners per km².
De onderstaande kaart toont de ligging van Ancretteville-sur-Mer met de belangrijkste infrastructuur en aangrenzende gemeenten.

## Demografie
Onderstaande figuur toont het verloop van het inwonertal (bron: INSEE-tellingen).